# Wicegubernatorzy Alabamy
Wicegubernator stanu Alabama (ang. Lieutenant Governor), zastępca szefa stanowej władzy wykonawczej, czyli gubernatora. Pełni funkcję analogiczną do wiceprezydenta w skali stanu. Przewodniczy z urzędu Senatowi oraz, w wypadku opróżnienia urzędu gubernatora, przejmuje jego urząd na czas wygaśnięcia mandatu. Miało to miejsce dotychczas, tj. od wprowadzenia tej funkcji, dwa razy. Po raz pierwszy w maju roku 1968, kiedy to Albert Brewer został gubernatorem po śmierci Lurleen Wallace, oraz w kwietniu 1993, kiedy gubernator Guy Hunt został automatycznie usunięty z urzędu po uznaniu go za winnego etycznych nadużyć i wicegubernator Jim Folsom jr. przejął ster rządów.
Inaczej niż wicegubernatorzy w niektórych stanach i wiceprezydent w skali kraju wicegubernator Alabamy jest wybierany oddzielnie i może się zdarzyć, iż on i gubernator wywodzą się z dwóch przeciwnych partii (vide: republikanin Harold Guy Hunt i demokrata Jim Folsom, którzy notabene pochodzili z tego samego hrabstwa) lub demokrata Don Siegelman i republikanin Steve Windom, którzy też pochodzili z tego samego hrabstwa).
Przed rokiem 1868 w wypadku opróżnienia urzędu gubernatora rządy przejmował, z braku istnienia urzędu jego zastępcy, przewodniczący senatu. Urząd wicegubernatora wprowadzono w roku 1867, przy czym zniesiono go w 1875, ale na powrót wprowadzono w 1901.

## Lista chronologiczna
W nawiasach nazwa hrabstwa, z którego się wywodził, oraz gubernatora, przy którym pełnił urząd.
1. Andrew J. Applegate 1868–1870 (Madison, William H. Smith), republikanin
2. Edward H. Moren 1870–1872 (Bibb, Robert B. Lindsay), demokrata
3. Alexander McKinstry 1872–1874 (Mobile, David P. Lewis), republikanin
4. Robert F. Ligon 1874–1876 (Macon, George S. Houston), demokrata
5. Russell M. Cunningham 1901–1907 (Jefferson, William D. Jelks), demokrata
6. Henry B. Gray 1907–1911 (Jefferson, Braxton B. Comer), demokrata
7. Walter D. Seed Sr. 1911–1915 (Tuscaloosa, Emmett O’Neal), demokrata
8. Thomas E. Kilby 1915–1919 (Calhoun, Charles Henderson), demokrata
9. Nathan L. Miller 1919–1923 (Jefferson, Thomas E. Kilby), demokrata
10. Charles S. McDowell Jr. 1923–1927 (Barbour, William W. Brandon), demokrata
11. William C. Davis 1927–1931 (Walker, Bibb Graves), demokrata
12. Hugh D. Merrill 1931–1935 (Calhoun, Benjamin M. Miller), demokrata
13. Thomas E. Knight 1935–1939 (Hale, Bibb Graves), demokrata
14. Albert A. Carmichael 1939–1943 (Geneva, Frank M. Dixon), demokrata
15. Leven H. Ellis 1943–1947 (Shelby, Chauncey M. Sparks), demokrata
16. James C. Inzer 1947–1951 (Etowah, Jim Folsom sr.), demokrata
17. James B. Allen 1951–1955 (Etowah, Gordon Persons), demokrata
18. William G. Hardwick 1955–1959 (Houston, Jim Folsom sr.), demokrata
19. Albert B. Boutwell 1959–1963 (Jefferson, John Patterson), demokrata
20. James B. Allen 1963–1967 (Etowah, George Wallace), demokrata
21. Albert Brewer 1967–1968 (Morgan, Lurleen Wallace), demokrata
Wakat 1968–1971
22. Jere Beasley 1971–1979 (Barbour, George Wallace), demokrata
23. George McMillan Jr. 1979–1983 (Jefferson, Fob James), demokrata
24. Bill Baxley 1983–1987 (Houston, George Wallace), demokrata
25. Jim Folsom jr. 1987–1993 (Cullman, Harold Guy Hunt), demokrata
26. Ryan DeGraffenried Jr. 1993–1995 (Tuscaloosa, Jim Folsom jr.), demokrata
27. Don Siegelman 1995–1999 (Mobile, Fob James), demokrata
28. Steve Windom 1999–2003 (Mobile, Don Siegelman), republikanin
29. Lucy Baxley 2003–2007 (Houston, Bob Riley), demokratka
30. Jim Folsom jr. 2007–2011
31. Kay Ivey 2011–2017, (Robert J. Bentley), republikanin